# Gårdshund

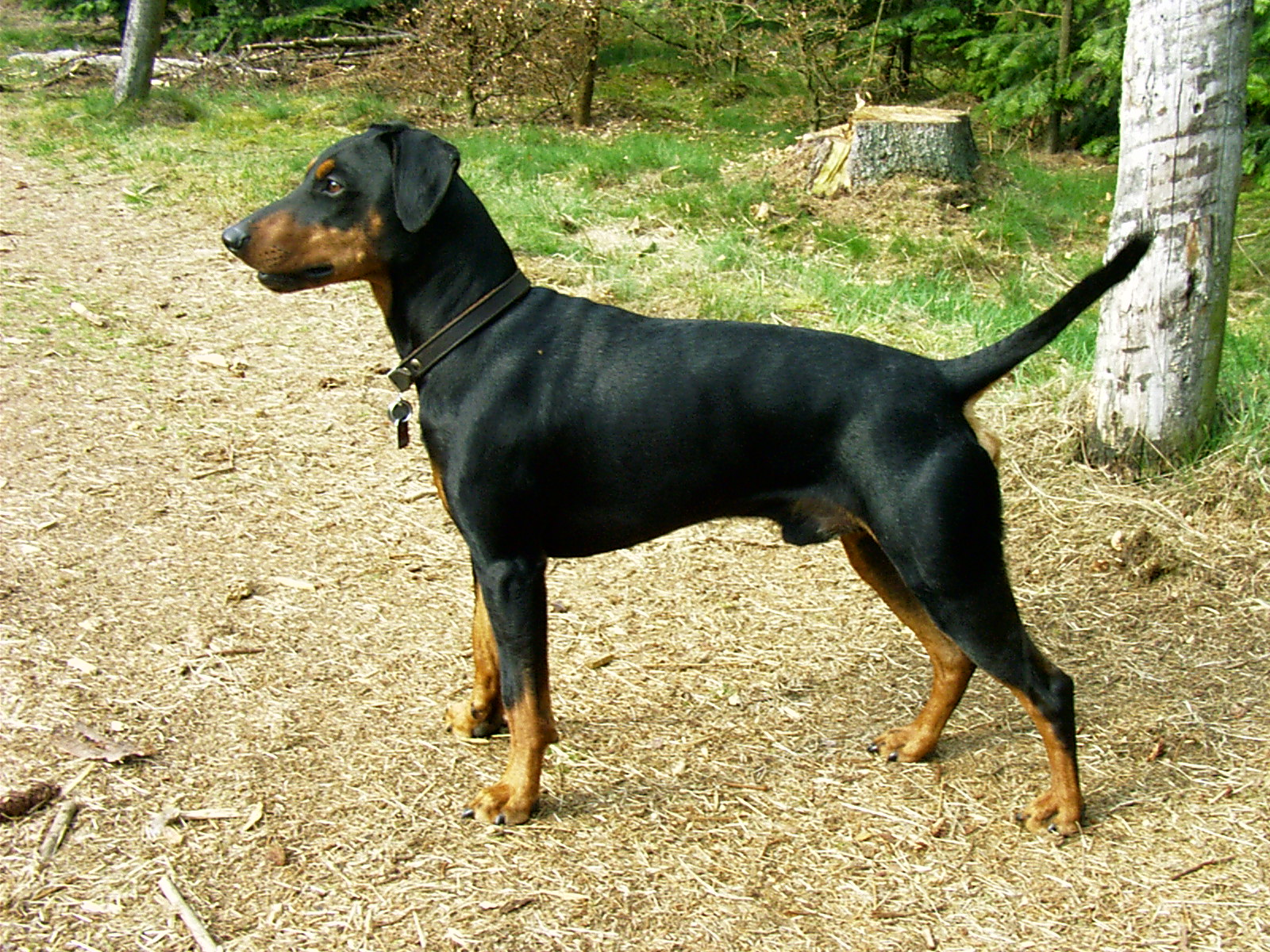
Pinschern är en av de hundraser som använts som gårdshund.

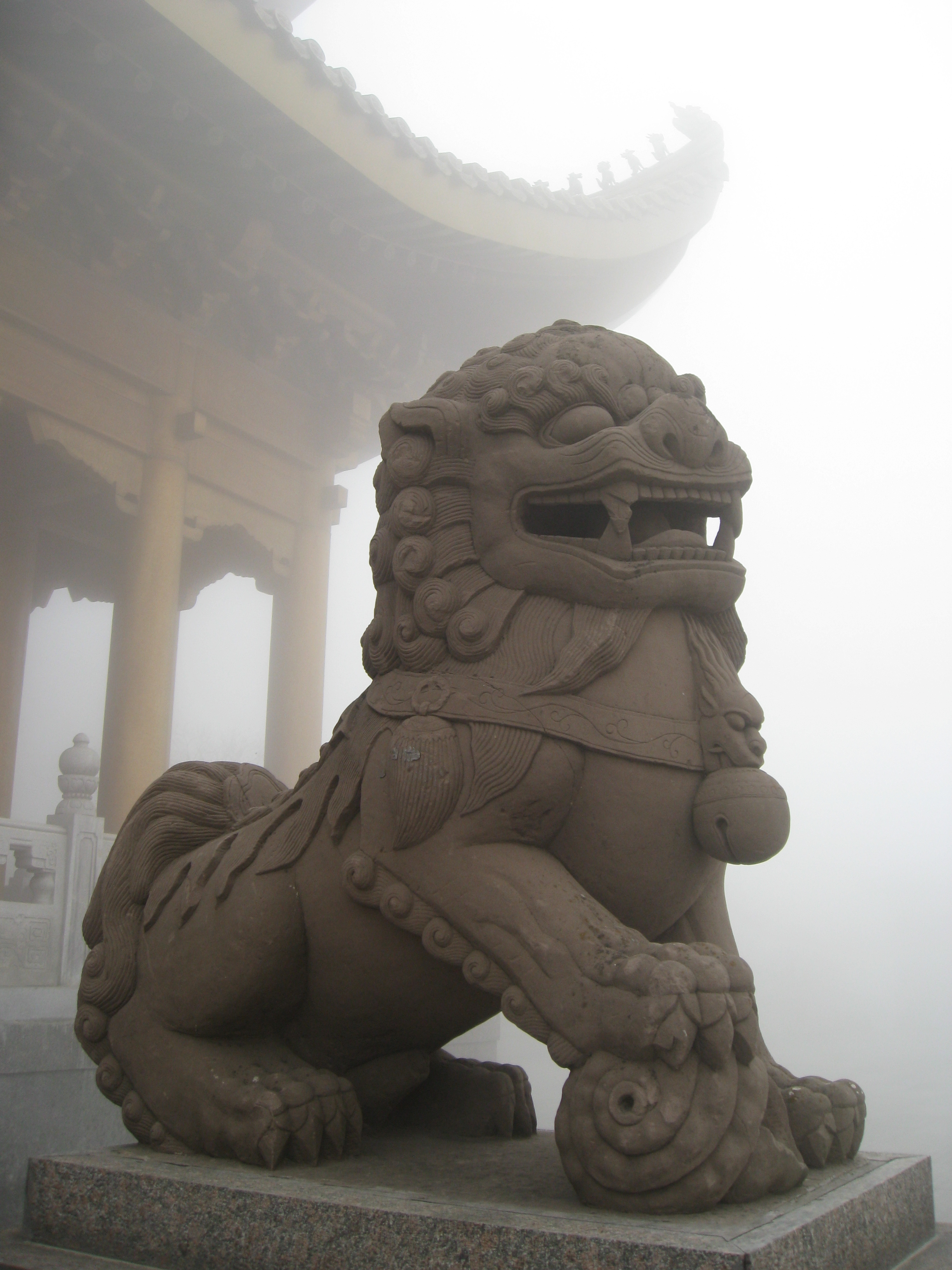
Lejonhund

Gårdshundar är hundar med varierande uppgifter, som vakt- och sällskapshundar och att jaga råttor. Det har även varit vanligt att de fungerat som vallhundar, slädhundar eller jakthundar. Varianter är stallhundar och skeppshundar. Många hölls tidigare som bandhundar. Ett äldre begrepp är gårdvar.
Gårdshundar kan vara av vilken ras som helst, men framförallt används det som beteckning på rasgrupperna 1, 2, 3 och 5 enligt den internationella kennelfederationen Fédération Cynologique Internationale (FCI); närmare bestämt vall-, boskaps- och herdehundar, schnauzrar, pinschrar, molosserhundar, bergshundar, sennenhundar, terrier, vallande spetsar och pariahundar (urhundar).
Raser med gårdshund i namnet är dansk-svensk gårdshund, hovawart (gårdvar) och norsk buhund. En ras med råtthund i namnet är prazský krysarík (råttfångare från Prag). Schipperke betyder liten skeppare.

## Vagnshundar
Hundar med liknande uppgifter var de vagnshundar som sprang bredvid eller bakom ekipage med häst och vagn och som fick vakta ekipaget vid skjutshållen. Den mest kända rasen för detta ändamål är dalmatiner, som från början var romernas vagnshund. Sedan 1940-talet har den nationella rasklubben för dalmatiner i USA ordnat road trials för att efterlikna rasens ursprungliga användning.

## Tempelhundar
I buddhistiska, konfucianska och shintoistiska tempel och kloster har tempelhundar tjänat både som vakthundar och som skydd mot onda andar liksom för andra rituella ändamål. Sådana raser är chow chow, pekingese, tibetansk spaniel, lhasa apso, shih tzu och japanese chin. Även mopsen antas ha liknande ursprung. Dessa hundar har ett utseende som påminner om de legendariska lejonhundarna, ett slags mytologisk varelse i den orientaliska föreställningsvärlden.  Även Sing Si eller lejondansen har liknande syfte. Lejondansen är en kinesisk tradition som dansas under helgdagar och viktiga evenemang, för att bringa tur och skrämma bort det onda.
Tempelhundarna har trubbig nos och lejonman, plymsvansar och skall imitera lejonhundens skräckinjagande utseende.